# You In-Tak
You In-Tak (Gimje, Corea del Sur, 10 de enero de 1958) es un deportista surcoreano retirado especialista en lucha libre olímpica donde llegó a ser campeón olímpico en Los Ángeles 1984.

## Carrera deportiva
En los Juegos Olímpicos de 1984 celebrados en Los Ángeles ganó la medalla de oro en lucha libre olímpica de pesos de hasta 68 kg, por delante del luchador estadounidense Andrew Rein (plata) y del finlandés Jukka Rauhala (bronce).